# Костас Манолас
Константінос (Костас) Манолас (грец. Κωνσταντίνος "Κώστας" Μανωλάς, нар. 14 червня 1991, Наксос) — грецький футболіст, центральний захисник клубу «Шарджа» з ОАЕ та національної збірної Греції.

## Клубна кар'єра
Народився 14 червня 1991 року в місті Наксос. Вихованець футбольної школи клубу АЕК.
У дорослому футболі дебютував 2008 року виступами за команду клубу «Фрасивулос», в якій провів один сезон, взявши участь лише у 5 матчах чемпіонату. 
Своєю грою за цю команду привернув увагу представників тренерського штабу клубу АЕК, до складу якого приєднався 2009 року. Відіграв за афінський клуб наступні три сезони своєї ігрової кар'єри. Більшість часу, проведеного у складі клубу АЕК, був основним гравцем захисту команди.
2012 року приєднався до пірейського «Олімпіакоса», з яким протягом наступних двох сезонів вигравав грецьку Суперлігу.
27 серпня 2014 перейшов до італійської «Роми», яка сплатила за його трансфер близько 15 мільйонів євро. Провів у складі римської команди п'ять сезонів, маючи статус основного центрального захисника команди, і зарекомендував себе як один з найнадійніщих гравців на цій позиції у Серії A.
30 червня 2019 року уклав п'ятирічний контракт з іншим представником цього турніру, «Наполі», якому трансфер грецького захисника обійшовся у 34 мільйони (плюс два мільйони у вигляді бонуса самому гравцю).

## Виступи за збірні
Протягом 2009–2011 років  залучався до складу молодіжної збірної Греції. На молодіжному рівні зіграв у 5 офіційних матчах.
2013 року дебютував в офіційних матчах у складі національної збірної Греції. Протягом наступних семи років провів у формі головної команди країни 42 матчі і забив один гол.
| Дата       | Місто                       | Господарі            | Результат               | Гості             | Турнір                               | Голи | Примітки  |
| ---------- | --------------------------- | -------------------- | ----------------------- | ----------------- | ------------------------------------ | ---- | --------- |
| 6-2-2013   | Афіни                       | Греція               | 0 – 0                   | Швейцарія         | товариський матч                     | -    |           |
| 7-6-2013   | Вільнюс                     | Литва                | 0 – 1                   | Греція            | Відбір до ЧС 2014                    | -    |           |
| 14-8-2013  | Зальцбург                   | Австрія              | 0 – 2                   | Греція            | товариський матч                     | -    | 63'       |
| 11-10-2013 | Афіни                       | Греція               | 1 – 0                   | Словаччина        | Відбір до ЧС 2014                    | -    |           |
| 19-11-2013 | Бухарест                    | Румунія              | 1 – 1                   | Греція            | Відбір до ЧС 2014                    | -    | 80'       |
| 5-3-2014   | Афіни                       | Греція               | 0 – 2                   | Південна Корея    | товариський матч                     | -    |           |
| 31-5-2014  | Оейраш                      | Португалія           | 0 – 0                   | Греція            | товариський матч                     | -    | 71'       |
| 3-6-2014   | Честер (місто)              | Нігерія              | 0 – 0                   | Греція            | товариський матч                     | -    |           |
| 6-6-2014   | Гаррісон                    | Греція               | 2 – 1                   | Болівія           | товариський матч                     | -    | 46'       |
| 14-6-2014  | Белу-Оризонті               | Колумбія             | 3 – 0                   | Греція            | ЧС 2014 - 1-й етап                   | -    |           |
| 19-6-2014  | Натал (Ріу-Гранді-ду-Норті) | Японія               | 0 – 0                   | Греція            | ЧС 2014 - 1-й етап                   | -    |           |
| 24-6-2014  | Форталеза                   | Греція               | 2 – 1                   | Кот-д'Івуар       | ЧС 2014 - 1-й етап                   | -    |           |
| 29-6-2014  | Ресіфі                      | Греція               | 1 – 1 д.ч. (4 - 6 п.п.) | Коста-Рика        | ЧС 2014 - 1/8 фіналу                 | -    | 72'       |
| 7-9-2014   | Афіни                       | Греція               | 0 – 1                   | Румунія           | Відбір до ЧЄ 2016                    | -    | 25'       |
| 11-10-2014 | Гельсінкі                   | Фінляндія            | 1 – 1                   | Греція            | Відбір до ЧЄ 2016                    | -    |           |
| 14-10-2014 | Афіни                       | Греція               | 0 – 2                   | Північна Ірландія | Відбір до ЧЄ 2016                    | -    |           |
| 14-11-2014 | Афіни                       | Греція               | 0 – 1                   | Фарерські острови | Відбір до ЧЄ 2016                    | -    | 88'       |
| 18-11-2014 | Афіни                       | Греція               | 0 – 2                   | Сербія            | товариський матч                     | -    | 73'       |
| 29-3-2015  | Будапешт                    | Угорщина             | 0 – 0                   | Греція            | Відбір до ЧЄ 2016                    | -    |           |
| 13-6-2015  | Торсгавн                    | Фарерські острови    | 2 – 1                   | Греція            | Відбір до ЧЄ 2016                    | -    |           |
| 7-9-2015   | Бухарест                    | Румунія              | 0 – 0                   | Греція            | Відбір до ЧЄ 2016                    | -    | 89'       |
| 17-11-2015 | Стамбул                     | Туреччина            | 0 – 0                   | Греція            | товариський матч                     | -    | 79'       |
| 24-3-2016  | Афіни                       | Греція               | 2 – 1                   | Чорногорія        | товариський матч                     | -    | 66'       |
| 1-9-2016   | Ейндговен                   | Нідерланди           | 1 – 2                   | Греція            | товариський матч                     | -    | 10' - 46' |
| 6-9-2016   | Фару                        | Гібралтар            | 1 – 4                   | Греція            | Відбір до ЧС 2018                    | -    |           |
| 7-10-2016  | Афіни                       | Греція               | 2 – 0                   | Кіпр              | Відбір до ЧС 2018                    | -    |           |
| 10-10-2016 | Таллінн                     | Естонія              | 0 – 2                   | Греція            | Відбір до ЧС 2018                    | -    |           |
| 25-3-2017  | Брюссель                    | Бельгія              | 1 – 1                   | Греція            | Відбір до ЧС 2018                    | -    |           |
| 9-6-2017   | Зениця                      | Боснія і Герцеговина | 0 – 0                   | Греція            | Відбір до ЧС 2018                    | -    |           |
| 31-8-2017  | Пірей                       | Греція               | 0 – 0                   | Естонія           | Відбір до ЧС 2018                    | -    |           |
| 3-9-2017   | Пірей                       | Греція               | 1 – 2                   | Бельгія           | Відбір до ЧС 2018                    | -    |           |
| 7-10-2017  | Нікосія                     | Кіпр                 | 1 – 2                   | Греція            | Відбір до ЧС 2018                    | -    | 90+1'     |
| 12-11-2017 | Афіни                       | Греція               | 0 – 0                   | Хорватія          | Відбір до ЧС 2018                    | -    |           |
| 23-3-2018  | Афіни                       | Греція               | 0 – 1                   | Швейцарія         | товариський матч                     | -    |           |
| 8-9-2018   | Таллінн                     | Естонія              | 0 – 1                   | Греція            | Ліга націй УЄФА 2018-2019 - 1-й етап | -    |           |
| 11-9-2018  | Будапешт                    | Угорщина             | 2 – 1                   | Греція            | Ліга націй УЄФА 2018-2019 - 1-й етап | 1    | 52'       |
| 12-10-2018 | Афіни                       | Греція               | 1 – 0                   | Угорщина          | Ліга націй УЄФА 2018-2019 - 1-й етап | -    |           |
| 15-10-2018 | Гельсінкі                   | Фінляндія            | 2 – 0                   | Греція            | Ліга націй УЄФА 2018-2019 - 1-й етап | -    | 75'       |
| 15-11-2018 | Афіни                       | Греція               | 1 – 0                   | Фінляндія         | Ліга націй УЄФА 2018-2019 - 1-й етап | -    | 28'       |
| 8-6-2019   | Афіни                       | Греція               | 0 – 3                   | Італія            | Відбір до ЧЄ 2020                    | -    |           |
| 5-9-2019   | Тампере                     | Фінляндія            | 1 – 0                   | Греція            | Відбір до ЧЄ 2020                    | -    |           |
| 8-9-2019   | Марусі                      | Греція               | 1 – 1                   | Ліхтенштейн       | Відбір до ЧЄ 2020                    | -    |           |
| Усього     |                             | Матчів               | 42                      |                   | Голів                                | 1    |           |

## Титули і досягнення
- Чемпіон Греції (3):

«Олімпіакос»: 2012–13, 2013–14, 2021–22
- Володар Кубка Греції (2):

АЕК:  2010–11
«Олімпіакос»: 2012–13
- Володар Суперкубка Греції (1):

АЕК:  1996
- Володар Кубка Італії (1):

«Наполі»: 2019–20
- Володар Кубка Президента ОАЕ (2):

«Шарджа»:  2021–22, 2022–23
- Володар Суперкубка ОАЕ (1):

«Шарджа»:  2022